# Euschmidtia appendiculata
Euschmidtia appendiculata är en insektsart som beskrevs av Marius Descamps 1964. Euschmidtia appendiculata ingår i släktet Euschmidtia och familjen Euschmidtiidae. Inga underarter finns listade i Catalogue of Life.